# Galteemore
Galteemore o Galtymore (in gaelico Gaibhlte Mór trad. Grande collina delle Galtee) è una montagna facente parte della catena delle Galtee Mountains, situata nella regione di Munster, in Irlanda. È la più alta cima irlandese tra quelle situate nell'entroterra e la quattordicesima in assoluto e proprio la sommità funge da linea di confine tra le contee di Tipperary e Limerick.
Se le pendici del monte sono ripide e scoscese, lo stesso non può essere affermato riguardo alla cima che è ampia, rocciosa e arrotondata. Ciò è frutto della costante azione esogena che lo scioglimento dei ghiacci ha avuto sulla sommità. 
La sponda settentrionale mostra chiari segni dell'erosione apportata dai ghiacciai. Infatti ospita vari circhi glaciali, molti dei quali sono ora occupati da laghi di origine glaciale, come il Lough Curra a ovest, il Lough Bohreen sotto la vetta e il Lough Muskry a est. Anche se la montagna è facile da scalare e risalire al punto che non è richiesto un particolare equipaggiamento, le Galtee Mountains sono più scoscese di altre montagne irlandesi e la parte settentrionale è coperta da neve durante i mesi invernali.